# 소마강
소마강(일본어: 相馬川 소마가와[*])은 아오모리현 히로사키시 소마 지구를 흐르는 강이다. 총 길이는 14.6 km이다.